# 米哈洛夫采區
48°45′22″N 21°54′53″E / 48.75611°N 21.91472°E

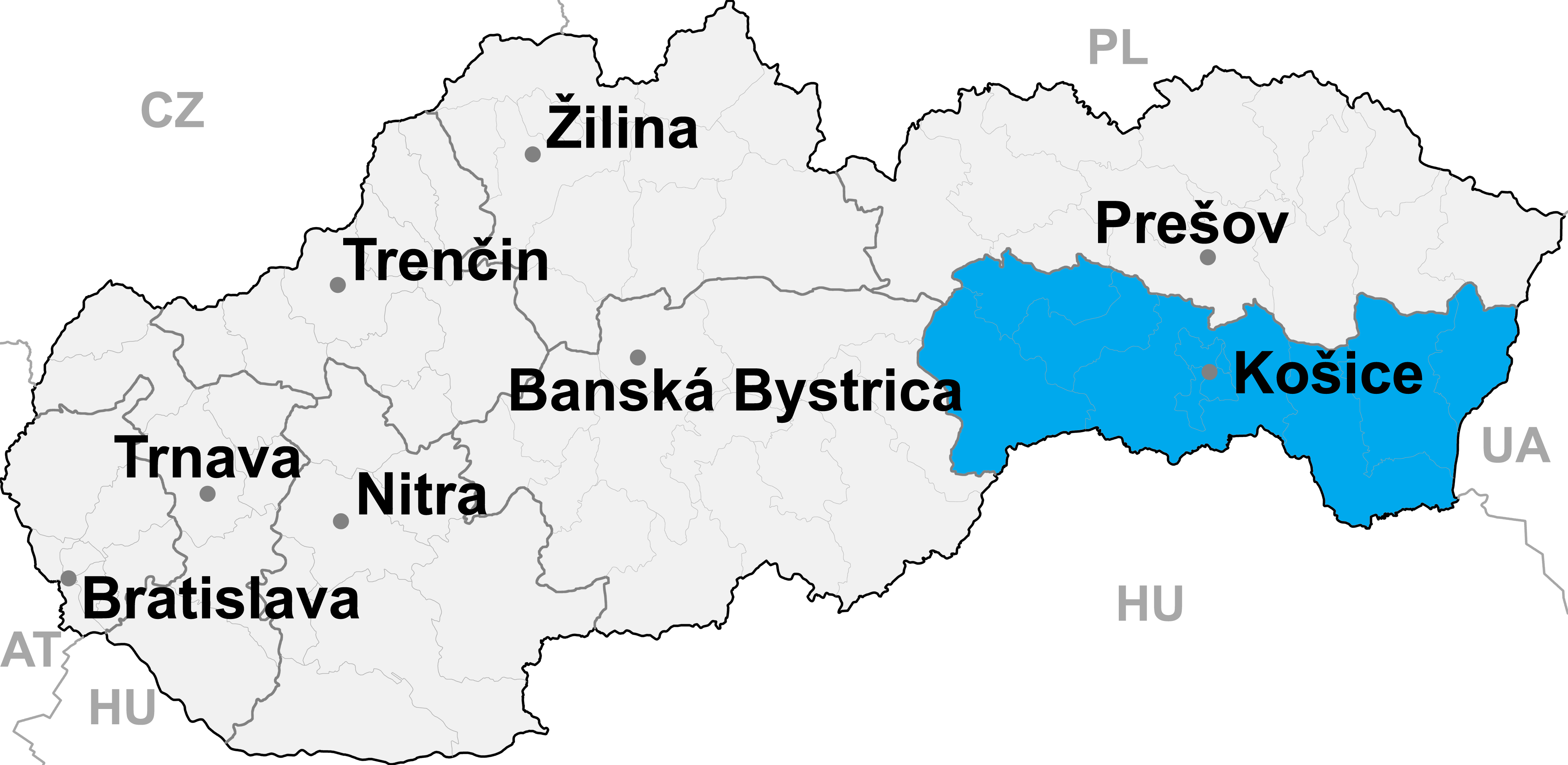

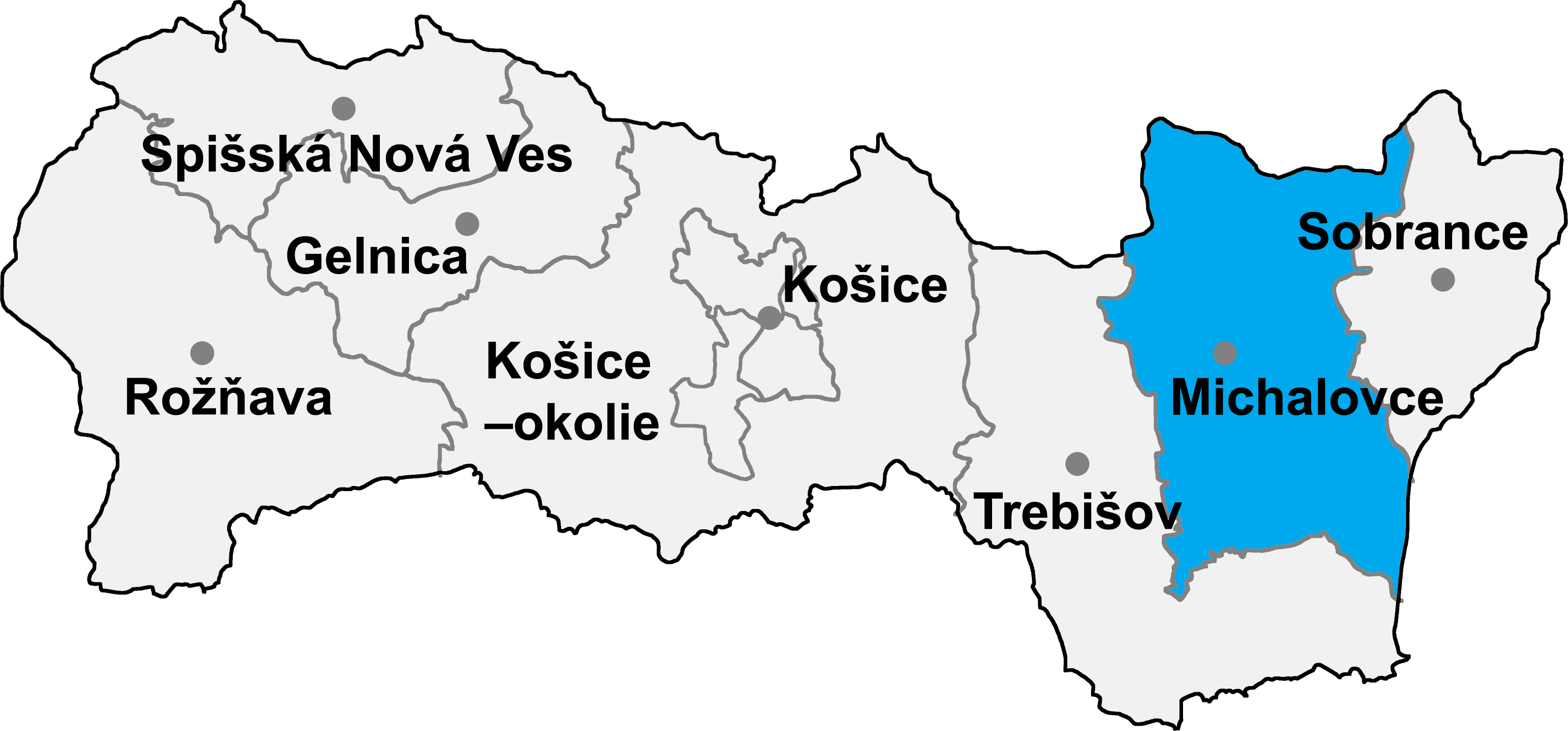

米哈洛夫采區，是斯洛伐克的一個區，位於該國東南部，由科希策州負責管轄，面積1,019平方公里，2001年該區人口109,121，人口密度每平方公里110人。